# Рокафиорита
Рокафиорита (итал. Roccafiorita) је насеље у Италији у округу Месина, региону Сицилија.
Према процени из 2011. у насељу је живело 228 становника. Насеље се налази на надморској висини од 734 м.

## Становништво
Према резултатима пописа становништва 2011. у општини је живело 228 становника.
| 1931. | 1936. | 1951. | 1961. | 1971. | 1981. | 1991. | 2001. | 2011. |
| ----- | ----- | ----- | ----- | ----- | ----- | ----- | ----- | ----- |
| 460   | 470   | 425   | 448   | 379   | 330   | 266   | 254   | 228   |

## Партнерски градови
- Antonovo Municipality